# Victoria International 1996
Die Victoria International 1996 im Badminton fanden vom 22. bis zum 23. Juni 1996 statt.

## Sieger und Platzierte
| Disziplin    | Gold                         | Silber                     | Bronze                          |
| ------------ | ---------------------------- | -------------------------- | ------------------------------- |
| Herreneinzel | Shen Yifeng                  | Murray Hocking             | Stuart Metcalfe                 |
| Herreneinzel | Shen Yifeng                  | Murray Hocking             | John Devers                     |
| Dameneinzel  | Lisa Campbell                | Sarah Hicks                | Karen French                    |
| Dameneinzel  | Lisa Campbell                | Sarah Hicks                | Lynda Graves                    |
| Herrendoppel | Murray Hocking Mark Nichols  | David Bamford Paul Staight | Matthew McCarthy Ben McCarthy   |
| Herrendoppel | Murray Hocking Mark Nichols  | David Bamford Paul Staight | Craig Booley Wai Wong Kar       |
| Damendoppel  | Rhonda Cator Amanda Hardy    | Lisa Campbell Karen French | Dawn Chambers Kate Wilson-Smith |
| Damendoppel  | Rhonda Cator Amanda Hardy    | Lisa Campbell Karen French | Jenny Gibson Lynda Graves       |
| Mixed        | Murray Hocking Lisa Campbell | David Bamford Rhonda Cator | Paul Stevenson Amanda Hardy     |
| Mixed        | Murray Hocking Lisa Campbell | David Bamford Rhonda Cator | Mark Nichols Michelle O’Neill   |